# Holismo
Holismo (do grego holos: "inteiro" ou "todo"), também chamado Não Reducionismo, define que as propriedades de um sistema (organismos) não podem ser explicadas apenas pela soma dos seus componentes, no qual o sistema total determina como se comportam as partes, conforme Jan Smuts, e a Metafísica de Aristóteles.

## Etimologia
O termo holismo, derivado do grego holos, que significa "inteiro", foi criada por Jan Smuts, primeiro-ministro da África do Sul, no seu livro de 1926, Holism and Evolution, que a definiu assim: "A tendência da Natureza, através de evolução criativa, é a de formar qualquer "todo" como sendo maior do que a soma de suas partes". Vê o mundo como um todo integrado, como um organismo.
Em oposição aos pensamentos: reducionismo, cartesiano, atomismo e, materialismo, o holismo é também chamado não reducionismo.

## Histórico
De uma forma ou de outra, o princípio do holismo foi discutido por diversos pensadores ao longo da História. Nomeadamente pelo primeiro filósofo que o instituiu, para a ciência, que foi o francês Augusto Comte (1798-1857) ao sobrepor a importância do espírito de conjunto (ou de síntese), sobre o espírito de detalhes (ou de análise), para uma compreensão adequada da ciência em si e de seu valor para o conjunto da existência humana. Entretanto, já no nosso tempo, o sociólogo e médico Nicholas A. Christakis explica que "nos últimos séculos o projeto cartesiano na ciência tem sido insuficiente ou redutor ao pretender romper a matéria em pedaços cada vez menores, na busca de entendimento. E isso pode funcionar, até certo ponto... mas também recolocar as coisas em conjunto, a fim de entendê-las melhor, devido à dificuldade ou complexidade de uma questão ou problema em particular, normalmente, vem sempre mais tarde no desenvolvimento da pesquisa, da abordagem de um cientista, ou no desenvolvimento da ciência".